# زهور الخشخاش (لوحة)
لوحة زهور الخشخاش (بالإنجليزية: Poppy Flowers)‏ أو لوحة زهرة الخشخاش (المعروفة أيضا باسم زهرية وزهور (بالإنجليزية: Vase and Flowers)‏) هي لوحة للرسام فينسنت فان غوخ، رسمها عام 1887 قبل ثلاث سنوات من انتحاره. وهي من اللوحات ذات الحجم المتوسط (54سم/ 53 سم)، رسمت بالألوان الزيتية على القماش، يصور فيها زهور الخشخاش الصفراء والحمراء. وتقدر حاليا قيمتها بمبلغ 55 مليون دولار أمريكي.
تم اختفائها في 23 أغسطس 2010، وموقعها غير معروف الآن. وكانت قد سرقت في القاهرة من متحف محمد محمود خليل في آب/أغسطس عام 2010،

يذكر أن اللوحة نفسها كانت قد سرقت من المتحف نفسه، في حادث اتسم بالغموض. ولهذه اللوحة بالذات أهمية كبيرة إذ انها تعتبر لوحة قد وضعت في نقطة تحول في أسلوب فان جوخ.

## حوادث السرقة
تعرضت اللوحة لسرقة غامضة في 4 يونيو 1977 ثم أعيدت إلى المتحف بطريقة أكثر غموضا بعدها بعد العثور عليها بعد عشر سنوات في الكويت، وهو ما جعل البعض يردد أن الغرض من السرقة كان نسخ اللوحة وأن الموجودة في المتحف هي النسخة المقلدة بينما اللوحة الأصلية هربت إلى الخارج وبيعت في بريطانيا عن طريق مزاد.

### تداعيات حادثة السرقة في أغسطس 2010
في 23 أغسطس 2010 تم اعلان حالة طوارئ في جميع مخارج مصر وجميع المطارات وقد أخطر وزير الثقافة فاروق حسني الصحفيين في مؤتمر اقامه بعد الإعلان عن حادثة السرقة.
وقد تم حبس مسؤولين منهم كبار على خلفية اختفاء زهرة الخشخاش. منهم وكيل أول وزارة الثقافة ورئيس قطاع الفنون التشكيلية محمد محسن عبد القادر شعلان وأربعة مسئولين آخرين لمدة أربعة أيام على ذمة التحقيق ثم بمعاقبته و10 آخرين بالحبس مع الشغل 3 سنوات وكفالة 10 آلاف جنيه لإيقاف التنفيذ، عقب اتهامهم بإهدار المال العام والإهمال مما تسبب في سرقة لوحة «زهرة الخشخاش» البالغ قيمتها 55 مليون دولار من متحف محمود خليل بالدقي

مما يثير تساؤلات كثيرة وشكوك حول تطور أو إهمال وتقصير صدر من مسئولين بالحكومة المصرية.

واعتقد خطأ في وقت لاحق أن اثنين من المشتبه بهم حاولوا الصعود على متن طائرة إيطالية إلى إيطاليا في مطار القاهرة الدولي.

## اقرأ أيضًا
- نبات الخشخاش

## وصلات خارجية
- تصوير فيديو من البي بي سي بالعربية تظهر فيه اللوحة